# Ciril I d'Alexandria
Ciril d'Alexandria també Sant Ciril (vers 380-444) va ser el patriarca d'Alexandria del 412 al 444. Va ser entronitzat quan la ciutat es trobava en el punt àlgid de la seva influència i poder dins l Imperi Romà. Ciril va escriure molt i va ser un dels principals antagonistes de les controvèrsies cristològiques de finals dels segles IV i V. Va ser una figura central en el Concili d'Efes del 431, que va portar a la deposició de Nestori com a patriarca de Constantinoble. Ciril és comptat entre els Pares de l'Església i també com a Doctor de l'Església, i la seva reputació dins el món cristià li ha donat els seus títols Pilar de la Fe i Segell de tots els Pares. Els bisbes nestorians al seu sínode al Concili d'Efes el van declarar heretge, titllant-lo de monstre, nascut i educat per a la destrucció de l'església.
Ciril és conegut per la seva disputa amb Nestori i el patriarca Joan d'Antioquia, a qui Ciril va excloure del Concili d'Efes per haver arribat tard. També és conegut per la seva expulsió de novacians i jueus d'Alexandria i per l'increment de les tensions que van portar a l'assassinat de la filòsofa hel·lenística Hipàcia per part d'una multitud cristiana. Els historiadors no estan d'acord sobre quina responsabilitat hi va tenir.

## Biografia
Poc se sap de la vida primerenca de Ciril. Va néixer cap a l'any 376, a la ciutat de Didouseya, Egipte, l'actual Al-Mahalla al-Kubra. Pocs anys després del seu naixement, el seu oncle matern Teòfil d'Alexandria va assolir la poderosa posició de patriarca d'Alexandria. La seva mare es va mantenir a prop del seu germà i sota la seva guia, Ciril va ser ben educat. Els seus escrits mostren el seu coneixement dels escriptors cristians del seu temps, com Eusebi, Orígenes, Dídim el Cec i escriptors de l'Església d'Alexandria. Va rebre l'estàndard d'educació cristiana formal per a la seva època: va estudiar gramàtica dels dotze als catorze anys (390–392), retòrica i humanitats dels quinze als vint (393–397) i finalment teologia i estudis bíblics (398–402).
L'any 403, va acompanyar el seu oncle per assistir al Sínode del Roure a Constantinoble, que va deposar Joan Crisòstom com a arquebisbe de Constantinoble. L'any anterior, Teòfil havia estat convocat per l'emperador a Constantinoble per demanar disculpes davant un sínode, que presidiria Crisòstom, a causa de diversos càrrecs presentats contra ell per certs monjos egipcis. Teòfil els va fer perseguir com a origenistes. Posant-se al capdavant de soldats i criats armats, Teòfil havia marxat contra els monjos, havia cremat els seus habitatges i havia maltractat els que capturava. Teòfil va arribar a Constantinoble amb vint-i-nou bisbes sufragàniament seus i, consultant amb els contraris a l'arquebisbe, va redactar una llarga llista d'acusacions en gran part infundades contra Crisòstom, que es va negar a reconèixer la legalitat d'un sínode en què els seus enemics oberts eren jutges. Crisòstom va ser posteriorment deposat.

### Patriarca d'Alexandria
Fou prevere d'Alexandria fins al 412 en què, en morir, succeí son oncle Teòfil com a patriarca d'Alexandria el 18 d'octubre de 412, però només després d'un motí entre els seus partidaris i els del seu rival ardiaca Timoteu. Ciril va seguir el seu oncle en una posició que s'havia convertit en poderosa i influent, rivalitzant amb Orestes, el prefecte de la diòcesi d'Egipte en una època d'agitació i conflicte freqüentment violent entre els habitants pagans, jueus i cristians de la ciutat cosmopolita.
Ciril va començar a exercir la seva autoritat provocant l'expropiació al bisbe Teopempt de les esglésies dels novacianistes i la confiscació dels seus vasos sagrats. Aprofitant una ofensa dels jueus contra els cristians, aquests respongueren demolint les sinagogues i expulsant-los de la ciutat. Teodoret l'acusà d'haver consentit el 415 l'assassinat de la matemàtica pagana Hipàcia a mans de fanàtics cristians.
El papa Celestí I, informat per Ciril de les doctrines de Nestori, patriarca de Constantinoble va convocar un concili a Roma que va decidir deposar Nestori, però que acabà deposant Ciril i el seu associat Memnó. Tanmateix, l'emperador Teodosi II el Jove -influenciat per monjos subornats per Ciril- els va restaurar i Nestori es va haver d'exiliar a Antioquia. El 430 va convocar un sínode a Alexandria que va anatemitzar Nestori, que no acceptà de retirar-se i li contestà amb anatemes propis. Aleshores per resoldre la disputa, Teodosi va haver de convocar un concili ecumènic a Efes que Ciril va poder dirigir el 431, amb la qual cosa n'imposà el començament abans de l'arribada dels bisbes orientals favorables a Nestori i -com a conseqüència- aquest fou condemnat com a heretge, va proclamar solemnement la maternitat divina de la verge. El concili també va condemnar com herètica la doctrina del pelagianisme,
El 27 de juny, cinc dies després de la condemna de Nestori, Joan I d'Antioquia, Teodoret i altres bisbes van arribar a Efes, s'uniren als bisbes del concili contraris a la condemna i feren un sínode, presidit per Joan, que va declarar Ciril heretge, tot qualificant-lo de monstre, nascut i educat per a la destrucció de l'Església. Aleshores Teodosi va anul·lar el veredicte del concili i arrestà Ciril, però aquest fugí a Egipte i induí les masses a revoltar-se i assetjar el palau de Teodosi, que -finalment- desterrà Nestori a l'Alt Egipte. El conflicte esdevingué un cisma que originà l'Església d'Orient a l'imperi Sassànida al voltant de l'Escola de Nísibis.
Ciril va tornar a Egipte, però la seva victòria també comportava el cisma entre les esglésies d'orient i occident. Per a intentar un acord, Pau d'Emesa, representant dels bisbes orientals, va redactar una declaració de fe prou catòlica per a ser subscrita per Ciril, que va respondre amb una altra declaració que podia ser subscrita pels bisbes orientals i això va permetre un acord temporal, que aviat fou trencat amb l'enfrontament amb Teodoret, amb qui s'oposà fins que morí el 444.
Ciril va intentar obligar el pietós emperador cristià Teodosi II (408-450 dC) a què li dediqués la seva taula pasqual. També és important tenir en compte que la taula Pasqual de Ciril tenia una estructura bàsica metònica en forma d'un cicle lunar metònic de 19 anys que ell mateix va adoptar cap a l'any 425 dC. Aquest era molt diferent del primer cicle lunar metònic de 19 anys inventat al voltant del 260 dC per Anatoli, però exactament igual al cicle lunar similar que havia estat introduït cap a l'any 412 dC per Annianus. El d'Annianus és l'equivalent julià d'aquest cicle lunar alexandrí adoptat per Ciril que tornaria a emergir molt més tard: un segle més tard a Roma com l'estructura bàsica de la taula pasqual de Dionís l'Exigu (525 dC) i dos segles més després a Anglaterra com el de la taula de Pasqua de Beda (725 dC).

## Teologia

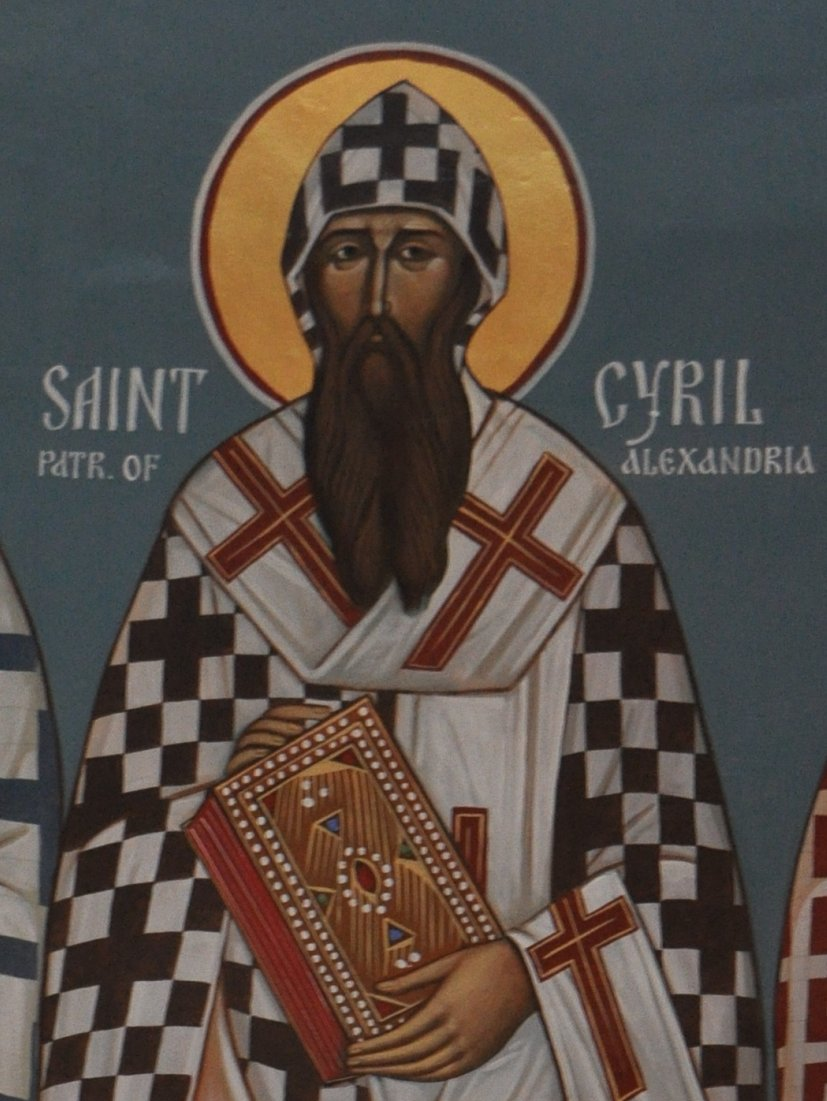
Icona de Sant Ciril d'Alexandria

Ciril considerava que l'encarnació de Déu en la persona de Jesucrist era tan místicament poderosa que es va estendre des del cos de l’home-Déu a la resta de la raça, per reconstituir la naturalesa humana en una condició de gràcia i divinitat dels sants, una que prometia la immortalitat i la transfiguració als creients. Nestori, en canvi, va veure l'encarnació com un exemple principalment moral i ètic per als fidels, per seguir els passos de Jesús. L'accent constant de Ciril estava en la simple idea que era Déu qui caminava pels carrers de Natzaret (d'aquí que Maria fos Theotokos, que significa portadora de Déu, que esdevingué en llatí Mater Dei o Dei Genitrix, o Mare de Déu), i Déu que havia aparegut en una humanitat transfigurada. Nestori va parlar del distint Jesús l'home i el Logos diví d'una manera que Ciril pensava que eren massa dicotòmiques, ampliant la bretxa ontològica entre l'home i Déu d'una manera que alguns dels seus contemporanis creien que aniquilaria la persona de Crist.
El principal tema que va provocar aquesta disputa entre Ciril i Nestori va ser la pregunta que va sorgir al Concili de Constantinoble: Quin va ser exactament l'ésser que Maria va donar a llum? Ciril va afirmar que la Santíssima Trinitat consisteix en una naturalesa, essència i ésser divins singulars (ousia) en tres aspectes diferents, instanciacions o subsistències de l'ésser (hipòstasis). Aquestes hipòtesis diferents són el Pare, el Fill o Paraula (Logos) i l'Esperit Sant. La seva cristologia és un tema de debat. Va ensenyar μία φύσις τοῦ θεοῦ λόγου σεσαρκωμένη, que significa una physis de la Paraula de Déu feta carn. Això va provocar que l'eslògan miafisita Una naturalesa unida de dos s'utilitzés per encapsular la posició teològica d'aquest bisbe alexandrià.
Segons la teologia de Ciril, hi havia dos estats per al Fill de Déu: l'estat que existia abans que el Fill (o Paraula/Logos) s'encarnés en la persona de Jesús i l'estat que realment es va encarnar. El Logos Encarnat va patir i va morir a la creu, i per tant el Fill va poder patir sense patir. Ciril va defensar apassionadament la continuïtat d'un únic subjecte, Déu Paraula, des de l'estat pre-encarnat fins a l'estat encarnat. El Logos diví era realment present a la carn i al món, no només atorgat, fixat semànticament o associat moralment amb l'home Jesús, com els adopcionistes i, ell creia, Nestori havien ensenyat.

## Veneració
L'Església catòlica no va commemorar sant Ciril en el calendari tridentí: no va afegir la seva festa fins a l'any 1882, assignant-li la data del 9 de febrer. Aquesta data és utilitzada per l'Església Ortodoxa de Ritu Occidental. No obstant això, la revisió del calendari catòlic de 1969 el va traslladar al 27 de juny, considerat com el dia de la mort del sant, tal com celebra l'Església ortodoxa copta. S'ha escollit la mateixa data per al calendari luterà. Les esglésies catòlica ortodoxa oriental i bizantina celebren la seva festa el 9 de juny i també, juntament amb el papa Atanasi I d'Alexandria, el 18 de gener.
Ciril és recordat a l'Església d'Anglaterra amb una commemoració el 28 de juny.
Ciril d'Alexandria es va fer notar en la història de l'Església a causa de la seva enèrgica lluita pel títol de Theotokos durant el Primer Concili d'Efes (431), establint la base eclesiàsticament establerta per a tots els desenvolupaments mariològics posteriors. Abans de la controvèrsia sobre la teologia de Nestori, Ciril va utilitzar rarament o mai el títol mariològic, però les circumstàncies teopolítiques el van obligar com a arquebisbe d'una de les seus principals de l'Imperi, a implicar-se i desenvolupar la seva teologia.
A partir de l'any 429, Ciril va escriure una sèrie de cartes a diverses autoritats eclesiàstiques en les quals va abraçar l'ortodòxia de Theotokos. La propietat del terme es va justificar a través d'apel·lacions a teòlegs anteriors que l'havien utilitzat, com Atanasi, els Capadocis i Àtic. Després d'un intercanvi epistolar amb l'arquebisbe de Constantinoble cada cop més impopular, l'any 430 Ciril va escriure els seus famosos 12 anatemes en què es condemnava qualsevol que es negués a trucar a Maria Theotokos. L'any següent, més de 100 bisbes es van reunir en consell a Efes per pronunciar-se sobre les disputes. Entre les sessions del Consell, Ciril va pronunciar una sèrie de sermons; uns quants dels atribuïts a la seva mà són d'autoria discutida, però 6 són reconeguts com a genuïns. L'homilia IV pronunciada amb l'arribada tardana dels delegats occidentals és un exemple especialment sorprenent de la mariologia desenvolupada de Ciril. És la principal expressió de la devoció de Ciril a Maria, i és una de les primeres testimoniacions històriques de la salutació Χαῖρε (Salve) que s'utilitza per invocar la Verge, una pràctica posteriorment estandarditzada en l'homilètica i la himnografia romanes d'Orient com els sermons de Crisip i Basili de Selèucia, i Acatist. Maria, a qui se li atribueix la convocatòria dels pares conciliars, encarna per a Ciril les paradoxes de la cristologia ortodoxa, contenidor de l'incontingut i el lloc de l'infinit, entre altres descripcions lloades. Les nocions de Ciril sobre la identitat de Crist, per tant, tenen una relació directa amb la identitat de Maria. Wessell explica com «les metàfores espacials de Ciril interpretaven Maria com un lloc sagrat» i com «aplicava metàfores que representaven la reialesa i l'exaltació a Maria: ella era el tresor del món, la corona de la virginitat i el ceptre de l'ortodòxia». Posteriorment, aquests elogis esdevindrien normatius en la teologia mariana.
En diverses de les seves obres, Ciril se centra en l'amor de Jesús a la seva mare. A la creu, venç el seu dolor i pensa en la seva mare. A les noces de Canà, s'inclina davant els seus desitjos. El conflicte amb Nestori va ser principalment per aquest tema, i alguns han argumentat que sovint ha estat mal entès. «El debat no era tant sobre Maria com sobre Jesús. La qüestió no era quins honors es deuen a Maria, sinó com s'havia de parlar del naixement de Jesús». Wessell assenyala que en l'Homilia V pronunciada al concili, Ciril va argumentar que la negativa de Nestori a reconèixer el naixement encarnat de Déu de Maria era una blasfèmia contra Crist. Al mateix temps, l'estreta relació entre les formulacions cristològiques i mariològiques que es remunten als Pares Capadocians va crear un clima en què l'argumentació intel·lectual sobre la teologia en disputa es solapava amb la florida pietat laica. Quan el Concili d'Efes es va reunir sota la presidència de Ciril ho va fer a la recentment construïda Església de Maria, un lloc que va contribuir a la matriu devocional dels debats. Mentre que en el passat els estudiosos sovint han argumentat que la pietat i la teologia marianes només es van desenvolupar arran dels decrets conciliars, Shoemaker considera que això és refutat pel quadre que sorgeix de l'evidència litúrgica i arqueològica. La substància de l'arumentació de Ciril era d'orientació cristològica. La seva madura mariologia va ser principalment al servei d'això, i fins al final de desacreditar Nestori. No obstant això, Wessel, citant l'Homilia IV, assenyala que els elogis entusiastes van més enllà de l'estrictament cristològic. «Ella no només era valuosa com a vas que emmagatzemava quelcom sagrat, sinó que era preciosa i venerada: És possible que la gent parli de la celebrada Maria? El ventre virginal; oh cosa de meravella! La meravella em sorprèn!». Com a cetre de l'ortodòxia, Maria es va convertir en l'estàndard de la fidelitat cristològica en la teologia de Ciril; La negació de Nestori de Theotokos es va convertir en el signe identificable de la seva impugnació de la divinitat de Jesús.
Sant Ciril va rebre un important reconeixement de les seves predicacions pel Segon Concili de Constantinoble (553 dC) que va declarar: «Sant Ciril que va anunciar la justa fe dels cristians» (Anatematisme XIV, Denzinger et Schoenmetzer 437).

## Obres

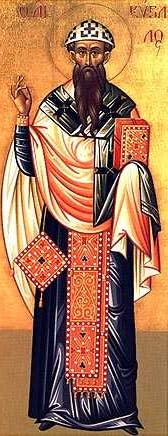
Imatge de sant Ciril d'Alexandria

Fou un gran compilador de teologia i va deixar diverses obres:
- Glaphyra sobre el Pentateuc
- Sobre l'adoració i culte a l'esperit i a la veritat (17 llibres)
- Comentaris sobre Isaïes (5 llibres)
- Comentari sobre dotze profetes menors
- Comentari sobre Joan (10 llibres)
- Un tractat sobre la santa i consubstancial trinitat i set diàlegs sobre el mateix tema
- Dos diàlegs sobre l'encarnació
- Scholia, sobre l'encarnació i un breu tractat sobre el mateix tema.
- Un tractat sobre la veritable fe dirigit a l'emperador Teodosi
- Trenta homilies pasquals
- Catorze homilies diverses
- Seixanta-una cartes
- Contra Nestori (5 llibres)
- Explicació dels 12 anatemes
- Apologia dels 12 anatemes (oposició als bisbes orientals)
- Apologia dels 12 anatemes (dirigida contra Teodoret).
- Apologia dels 12 anatemes dirigida a l'emperador Teodosi
- Deu llibres contra Julià (escrits el 433)
- Un tractat contra els antropomorfites
- Un tractat sobre la Trinitat.